# 9342 Carygrant
A 9342 Carygrant (ideiglenes jelöléssel 1991 PJ7) a Naprendszer kisbolygóövében található aszteroida. Eric Walter Elst fedezte fel 1991. augusztus 6-án.
Nevét Cary Grant (született: Archibald Alexander Leach; 1904–1986) brit születésű amerikai színész után kapta.